# Qwalsius Shaun Peterson
Qwalsius Shaun Peterson (* 1975 in Puyallup, Washington) ist ein US-amerikanischer Künstler der Coast Salish und Mitglied des Puyallup-Stammes. Seit 1996 ist er in den Bereichen Holz-, Glas- und Metallarbeiten sowie digitale Medien tätig und verbindet dabei historische und zeitgenössische Einflüsse. 

## Leben
Peterson wuchs in Puyallup auf und begann nach seinem Highschool-Abschluss, sich intensiv mit der Kunst seines indigenen Erbes zu beschäftigen. Er absolvierte eine Ausbildung bei renommierten Künstlern wie Steve Brown, Greg Colfax (Makah), George David (Nuu-chah-nulth) und Loren White, um traditionelle Techniken und Stile der südlichen Coast Salish-Kunst zu erlernen.

## Werk
Peterson ist bekannt für seine Arbeiten in verschiedenen Medien, darunter Holz, Glas, Metall und digitale Formate. Seine Kunstwerke spiegeln sowohl traditionelle als auch moderne Einflüsse wider und tragen zur Wiederbelebung der nordwestlichen indianischen Kunst und Kulturpraktiken bei.
Zu seinen bedeutenden Werken zählen:
- Welcome Figure (2010): Eine monumentale Skulptur gegenüber dem Tacoma Art Museum auf dem angestammten Land der Puyallup.
- Puyallup Thunderbird: Ein Kunstwerk aus roter Zeder und Pigment, installiert im Emerald Queen Casino Hotel.

Petersons Arbeiten wurden in bedeutenden Ausstellungen präsentiert, darunter 2008 im Seattle Art Museum während der Ausstellung S'abadeb, The Gifts: Pacific Coast Salish Art and Arts.